# Імені Айтбая
імені Айтба́я (каз. Айтбай ат.а.) — село у складі Урджарського району Абайської області Казахстану. Входить до складу Алтиншокинського сільського округу.
Населення — 784 особи (2021; 1003 у 2009, 1291 у 1999, 1418 у 1989).
Національний склад станом на 1989 рік:
- казахи — 100 %

До 2006 року село називалось Кизилжулдиз.